# Младзово
Младзово (слч. Mládzovo) насељено је мјесто са административним статусом сеоске општине (слч. obec) у округу Полтар, у Банскобистричком крају, Словачка Република.

## Становништво
| Година:    | 1994. | 2004.    | 2014. | 2024.    |
| ---------- | ----- | -------- | ----- | -------- |
| Број људи: | 118   | 104      | 104   | 122      |
| Разлика:   |       | -11,86 % | +0 %  | +17,30 % |

| Година:    | 2023. | 2024.    |
| ---------- | ----- | -------- |
| Број људи: | 110   | 122      |
| Разлика:   |       | +10,90 % |

Према подацима о броју становника из 2011. године насеље је имало 106 становника.